# أهون (يوم)
أَهـْوَن (وكان يُسمى أيضاً أَوْهَد) هو الاسم الذي يطلق على يوم الإثنين في الجاهلية.
قال ابن دريد: